# Otto Gerhard Oexle
Otto Gerhard Oexle (28. srpna 1939 Singen am Hohentwiel – 16. května 2016) byl německý historik zabývající se sociálními dějinami středověku, dějinami historických věd a kulturologií 19. a 20. století.

## Život
V roce 1958 složil maturitu v Singenu am Hohentwiel a poté studoval do roku 1965 historii a romanistiku na univerzitě ve Freiburgu, v Poitiers a v Kolíně nad Rýnem. Promoval v roce 1965 ve Freiburgu.
V letech 1965 až 1973 byl vědeckým asistentem na univerzitě v Münsteru. V roce 1973 zde habilitoval s prací Sozialgeschichtliche Forschungen zu geistlichen Gemeinschaften im westfränkischen Einflußbereich. Roku 1980 dosáhl profesury na hannoverské univerzitě. V letech 1987 až 2004 byl vedoucím Max-Planck-Institutu pro historii. Vyučoval i na univerzitě v Göttingenu. Byl členem Konstanzer Arbeitskreises für mittelalterliche Geschichte a göttingenské akademie věd.

## Dílo
- Krise des Historismus – Krise der Wirklichkeit, Göttingen 2007, ISBN 978-3-525-35810-8.
- Bilder der Macht in Mittelalter und Neuzeit, Göttingen 2007, ISBN 978-3-525-35878-8.
- Erinnern – Bewahren – Erinnerung fruchtbar machen, Göttingen 2007, ISBN 978-3-525-35808-5.
- Armut im Mittelalter, Ostfildern 2004, ISBN 3-7995-6658-9.
- Das Menschenbild der Historiker, Münster 2002, ISBN 3-930454-36-X.
- L' historisme en débat, Paříž 2001, ISBN 2-7007-2313-9.
- Das Problem der Problemgeschichte, Göttingen 2001, ISBN 3-89244-437-4.
- Paradigmi del sociale, Salerno 2000, ISBN 88-86854-11-0.
- Die Repräsentation der Gruppen, Göttingen 1998, ISBN 3-525-35456-8